# Andreas Ulmer
Andreas Ulmer (Linz, Austria, 30 de octubre de 1985) es un futbolista austríaco que juega como defensa en el Red Bull Salzburgo de la Bundesliga austríaca.

## Trayectoria
Ulmer inició su carrera uniéndose en la Academia Frank Stronach para luego debutar como futbolista profesional en el Austria Wien en la temporada 2004/2005. En el verano de 2008 fichó por el SV Ried en el que jugó una temporada. El 28 de enero fue transferido a su actual equipo el Red Bull Salzburg.

## Estadísticas

### Clubes
Actualizado al último partido disputado el 17 de febrero de 2024.
| Club                         | Div.          | Temporada     | Liga  | Liga  | Copas nacionales | Copas nacionales | Copas internacionales | Copas internacionales | Total | Total |
| Club                         | Div.          | Temporada     | Part. | Goles | Part.            | Goles            | Part.                 | Goles                 | Part. | Goles |
| ---------------------------- | ------------- | ------------- | ----- | ----- | ---------------- | ---------------- | --------------------- | --------------------- | ----- | ----- |
| FK Austria Viena · Austria   | 1.ª           | 2004-05       | 1     | 0     | 0                | 0                | ―                     | ―                     | 1     | 0     |
| FK Austria Viena · Austria   | 1.ª           | 2006-07       | 2     | 0     | 0                | 0                | 1                     | 0                     | 3     | 0     |
| FK Austria Viena · Austria   | Total club    | Total club    | 3     | 0     | 0                | 0                | 1                     | 0                     | 4     | 0     |
| Austria Viena II · Austria   | 2.ª           | 2004-05       | 25    | 2     | ―                | ―                | ―                     | ―                     | 25    | 2     |
| Austria Viena II · Austria   | 2.ª           | 2005-06       | 21    | 1     | ―                | ―                | ―                     | ―                     | 21    | 1     |
| Austria Viena II · Austria   | 2.ª           | 2006-07       | 20    | 1     | ―                | ―                | ―                     | ―                     | 20    | 1     |
| Austria Viena II · Austria   | 2.ª           | 2007-08       | 32    | 0     | ―                | ―                | ―                     | ―                     | 32    | 0     |
| Austria Viena II · Austria   | Total club    | Total club    | 98    | 4     | 0                | 0                | 0                     | 0                     | 98    | 4     |
| SV Ried · Austria            | 1.ª           | 2008-09       | 22    | 1     | 3                | 0                | ―                     | ―                     | 25    | 1     |
| SV Ried · Austria            | Total club    | Total club    | 22    | 1     | 3                | 0                | 0                     | 0                     | 25    | 1     |
| Red Bull Salzburgo · Austria | 1.ª           | 2008-09       | 15    | 0     | 0                | 0                | 0                     | 0                     | 15    | 0     |
| Red Bull Salzburgo · Austria | 1.ª           | 2009-10       | 36    | 0     | 3                | 0                | 13                    | 0                     | 52    | 0     |
| Red Bull Salzburgo · Austria | 1.ª           | 2010-11       | 9     | 0     | 0                | 0                | 3                     | 1                     | 12    | 1     |
| Red Bull Salzburgo · Austria | 1.ª           | 2011-12       | 20    | 1     | 5                | 0                | 7                     | 0                     | 32    | 1     |
| Red Bull Salzburgo · Austria | 1.ª           | 2012-13       | 26    | 0     | 5                | 0                | 2                     | 0                     | 33    | 0     |
| Red Bull Salzburgo · Austria | 1.ª           | 2013-14       | 30    | 2     | 5                | 0                | 12                    | 0                     | 47    | 2     |
| Red Bull Salzburgo · Austria | 1.ª           | 2014-15       | 21    | 2     | 2                | 1                | 9                     | 0                     | 32    | 3     |
| Red Bull Salzburgo · Austria | 1.ª           | 2015-16       | 34    | 1     | 6                | 1                | 4                     | 1                     | 44    | 3     |
| Red Bull Salzburgo · Austria | 1.ª           | 2016-17       | 30    | 4     | 2                | 0                | 11                    | 0                     | 43    | 4     |
| Red Bull Salzburgo · Austria | 1.ª           | 2017-18       | 26    | 3     | 3                | 0                | 20                    | 1                     | 49    | 4     |
| Red Bull Salzburgo · Austria | 1.ª           | 2018-19       | 28    | 0     | 5                | 0                | 14                    | 0                     | 47    | 0     |
| Red Bull Salzburgo · Austria | 1.ª           | 2019-20       | 29    | 2     | 5                | 0                | 8                     | 2                     | 42    | 4     |
| Red Bull Salzburgo · Austria | 1.ª           | 2020-21       | 30    | 0     | 4                | 0                | 10                    | 0                     | 44    | 0     |
| Red Bull Salzburgo · Austria | 1.ª           | 2021-22       | 27    | 1     | 3                | 0                | 10                    | 0                     | 40    | 1     |
| Red Bull Salzburgo · Austria | 1.ª           | 2022-23       | 21    | 0     | 3                | 0                | 8                     | 0                     | 32    | 0     |
| Red Bull Salzburgo · Austria | 1.ª           | 2023-24       | 12    | 0     | 2                | 0                | 3                     | 0                     | 17    | 0     |
| Red Bull Salzburgo · Austria | Total club    | Total club    | 394   | 16    | 53               | 2                | 134                   | 5                     | 581   | 23    |
| Total carrera                | Total carrera | Total carrera | 517   | 21    | 56               | 2                | 135                   | 5                     | 708   | 28    |

## Palmarés

### Títulos nacionales
| Título          | Club               | País    | Año  |
| --------------- | ------------------ | ------- | ---- |
| Bundesliga      | Austria Viena      | Austria | 2006 |
| Copa de Austria | Austria Viena      | Austria | 2006 |
| Bundesliga      | Red Bull Salzburgo | Austria | 2009 |
| Bundesliga      | Red Bull Salzburgo | Austria | 2010 |
| Bundesliga      | Red Bull Salzburgo | Austria | 2012 |
| Copa de Austria | Red Bull Salzburgo | Austria | 2012 |
| Bundesliga      | Red Bull Salzburgo | Austria | 2014 |
| Copa de Austria | Red Bull Salzburgo | Austria | 2014 |
| Bundesliga      | Red Bull Salzburgo | Austria | 2015 |
| Copa de Austria | Red Bull Salzburgo | Austria | 2015 |
| Bundesliga      | Red Bull Salzburgo | Austria | 2016 |
| Copa de Austria | Red Bull Salzburgo | Austria | 2016 |
| Bundesliga      | Red Bull Salzburgo | Austria | 2017 |
| Copa de Austria | Red Bull Salzburgo | Austria | 2017 |
| Bundesliga      | Red Bull Salzburgo | Austria | 2018 |
| Copa de Austria | Red Bull Salzburgo | Austria | 2019 |
| Bundesliga      | Red Bull Salzburgo | Austria | 2019 |
| Copa de Austria | Red Bull Salzburgo | Austria | 2020 |
| Bundesliga      | Red Bull Salzburgo | Austria | 2020 |
| Copa de Austria | Red Bull Salzburgo | Austria | 2021 |
| Bundesliga      | Red Bull Salzburgo | Austria | 2021 |
| Bundesliga      | Red Bull Salzburgo | Austria | 2022 |
| Copa de Austria | Red Bull Salzburgo | Austria | 2022 |
| Bundesliga      | Red Bull Salzburgo | Austria | 2023 |